# Alto do Vale
Alto do Vale é um bairro localizado no município de Goiânia, capital de Goiás, na região noroeste da cidade.
Formado por uma via que liga a região noroeste de Goiânia à região norte, o Alto do Vale é caracterizado por sua proximidade com o Terminal Recanto do Bosque e pelo BRT Norte-Sul. O bairro ainda abriga unidades de saúde e se localiza próximo ao Recanto do Bosque, Morada do Sol e Finsocial, notórios bairros da região.
Segundo dados do Instituto Brasileiro de Geografia e Estatística (IBGE), divulgados pela prefeitura, no Censo 2010 a população do Alto do Vale era de 1 764 pessoas.